# Supercoupe de Belgique masculine de volley-ball
Pour les articles homonymes, voir Supercoupe de Belgique.
La Supercoupe de Belgique de volley-ball masculin est une compétition de volley-ball qui oppose chaque saison le Champion de Belgique en titre et le vainqueur de la Coupe de Belgique en titre. Cette compétition se déroule donc en une seule rencontre disputée généralement avant l'ouverture du championnat au mois de septembre.

## Palmarès
| - 1995 : Noliko Maaseik - 1996 : Noliko Maaseik - 1997 : Noliko Maaseik - 1998 : Noliko Maaseik - 1999 : Noliko Maaseik - 2000 : Knack Randstad Roeselare - 2001 : Noliko Maaseik - 2002 : Noliko Maaseik - 2003 : Noliko Maaseik - 2004 : Knack Randstad Roeselare | - 2005 : Knack Randstad Roeselare - 2006 : Noliko Maaseik - 2007 : Knack Randstad Roeselare - 2008 : Noliko Maaseik - 2009 : Noliko Maaseik - 2010 : Knack Randstad Roeselare - 2011 : Noliko Maaseik - 2012 : Noliko Maaseik - 2013 : Knack Roeselare - 2014 : Knack Roeselare | - 2015 : Volley Asse-Lennik - 2016 : Pas organisée, remplacé par Champions Cup, gagné par Noliko Maaseik - 2017 : Pas organisée - 2018 : Knack Roeselare - 2019 : Knack Roeselare - 2020 : Pas organisée - 2021 : Pas organisée - 2022 : Knack Roeselare - 2023 : Knack Roeselare |